# Афонинская (Владимирская область)
Афонинская — упразднённая деревня в Вязниковском районе Владимирской области России.

## География
Урочище находится в северо-восточной части области, в зоне хвойно-широколиственных лесов, в пределах Волжско-Окского междуречья, на правом берегу реки Узенки (правый приток реки Селезень), к югу от автодороги 17Н-22, на расстоянии 16 километров (по прямой) к юго-юго-западу от города Вязники, административного центра района.

### Климат
Климат характеризуется как умеренно континентальный. Средняя температура воздуха самого холодного месяца (января) — −11,1 °C (абсолютный минимум — −48 °С), средняя максимальная температура воздуха (июля) — +23,3 °С (абсолютный максимум — +37 °С). Годовое количество атмосферных осадков составляет около 607 мм, из которых 413 мм выпадает в период с апреля по октябрь.

## История
В «Списке населенных мест Владимирской губернии по сведениям 1859 года» населённый пункт упомянут как удельная деревня Вязниковского уезда, расположенная в 20 верстах от уездного города. В деревне насчитывалось 15 дворов и проживало 112 человек (52 мужчины и 60 женщин).
По состоянию на 1905 год, в Афонинской имелось 23 двора и проживало 147 человек. В административном отношении деревня входила в состав Никологорской волости.
По данным 1926 года в деревне имелось 39 хозяйств (в том числе 38 крестьянских) и проживало 198 человек (83 мужчины и 115 женщин). Являлась частью Ямского сельсовета Никологорской волости.
На момент упразднения входила в состав Приозёрного сельсовета Вязниковского района. Упразднена решением облисполкома № 319 от 16 мая 1986 года как фактически не существующая.